# Megavarehus
Et megavarehus (på engelsk kaldet big-box store, supercenter, superstore eller megastore) er et fysisk stort detailhandels-byggeri, normalt en del af en detailhandelskæde. Terminologien kan også referere til virksomheden, der driver varehuset. Eksempler fra USA er Walmart og Target.

## Karakteristika
Typiske arkitektoniske karakteristika inkluderer følgende:[kilde mangler]
- Stort, fritstående, rektangulært, generelt étplansbyggeri på betonbund. Desuden ofte med fladt tag og loft i stål og vægge af beton indkapslet af metalplader eller murværk.
- Gulvarealet er adskillige gange større end i traditionelt detailhandelsbyggeri. I Nordamerika er gulvarealet normalt større end 4.650 m² og sommetider op til 18.600 m², alt afhængigt af sektor og marked. I lande hvor plads er mere kostbar, såsom i Storbritannien, er varehusene typisk mindre og oftere i to eller flere plan.

Kommercielt set kan megavarehuse inddeles i to kategorier: Generelle varehuse (eksempelvis Walmart og Target), og specialiserede varehuse (såsom Menards, Barnes & Noble eller Best Buy), som er specialiserede indenfor et bestemt produktområde. Gennem de senere år har flere traditionelle detailvirksomheder såsom Tesco og Praktiker åbnet varehuse i megastørrelse, for at konkurrere med megavarehusene.

## Megavarehuse i Danmark
I Danmark kendes megavarehuse som IKEA, Elgiganten, Bauhaus samt hypermarkederne Bilka og Metro. De største megavarehuse i Danmark er de mest arealkrævende såsom møbelforretninger og byggemarkeder, hvor de mere specialiserede varehuse er mindre.
Megavarehuse reguleres i Danmark via. planloven, som dikterer: 
"I byer med mellem 20.000 og 40.000 indbyggere må bruttoetagearealet til butiksformål i et bydelscenter ikke overstige 5.000 m2. I byer med mere end 40.000 indbyggere fastsætter kommunalbestyrelsen det maksimale bruttoetageareal til butiksformål for det enkelte bydelscenter."
Dette betyder i praksis, at megavarehuse i Danmark primært er forbeholdt byer med min. 40.000 indbyggere.